# Raoul Walsh

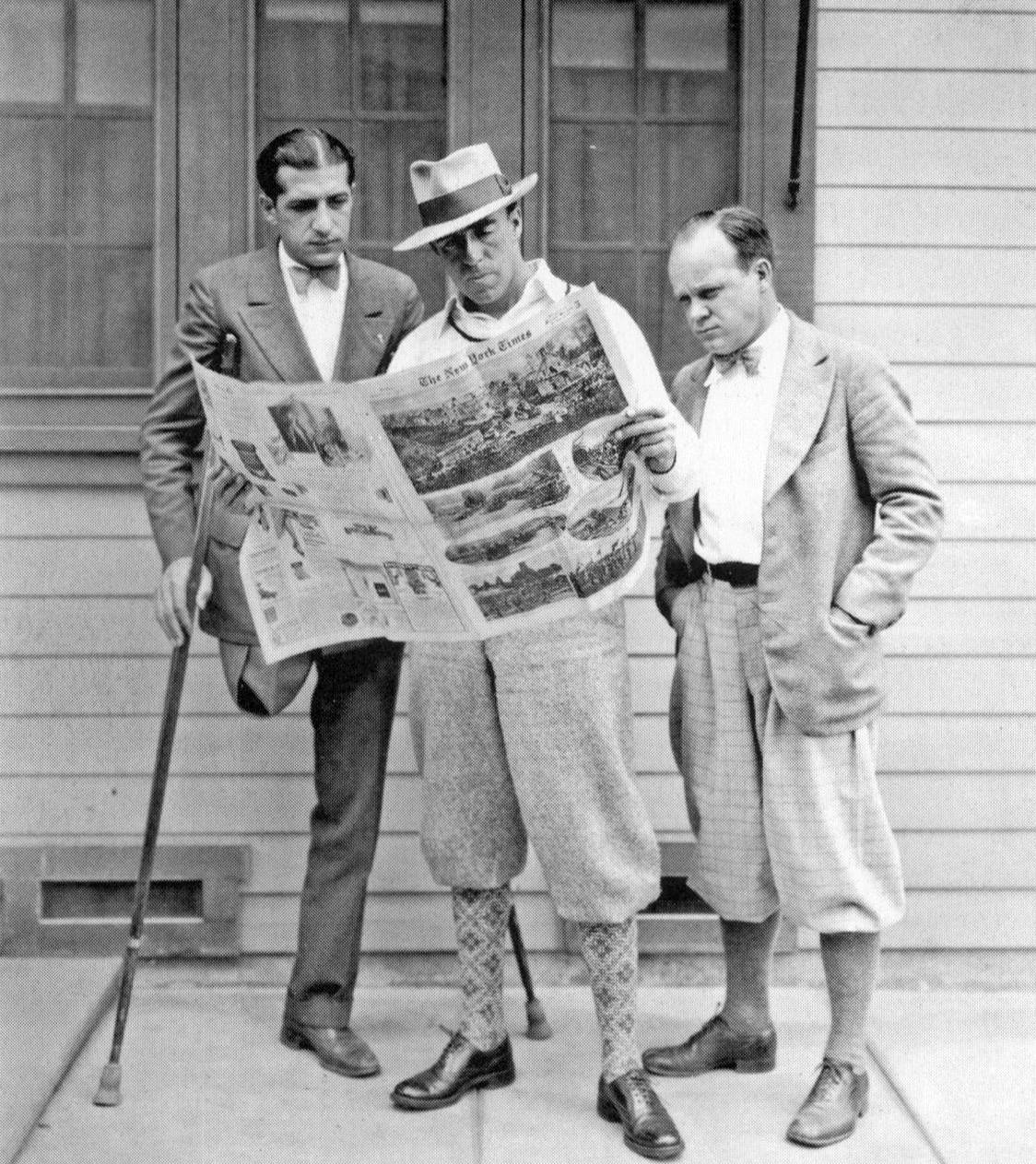
Laurence Stallings (vänster) och Raoul Walsh (mitten) läser The New York Times, ca 1926.

Raoul A. Walsh, ursprungligen Albert Edward Walsh, född 11 mars 1887 i New York i New York, död 31 december 1980 i Simi Valley i Kalifornien, var en amerikansk filmregissör och skådespelare. Walsh var med och grundade Amerikanska filmakademien (Academy of Motion Picture Arts and Sciences, AMPAS) och är mest känd för skådespelarrollen som John Wilkes Booth i stumfilmsklassikern Nationens födelse (1915) samt för att ha regisserat bland annat Sierra (1941) och Glödhett (1949). Raoul Walsh regisserade sin sista film 1964.
Under 1910-talet var Raoul Walsh aktiv som både stumfilmsskådespelare och regissör. Under ljudfilmseran övergick han till att bara arbeta bakom kameran. När han regisserade filmen Mot lyckans land 1930 var han med och gav skådespelaren John Wayne det artistnamnet. Han regisserade över 130 filmer och var aktiv in på 1960-talet. Sina mest kända filmer gjorde han för Warner Bros. under 1940-talet.

## Filmografi i urval

### Regi
- 1916 – The Serpent
- 1924 – Tjuven i Bagdad
- 1925 – Vandraren
- 1929 – Rivaler jorden runt
- 1930 – Mot lyckans land
- 1931 – Den gula biljetten (1931)
- 1932 – Me and My Gal
- 1933 – Kärlek efter noter
- 1935 – Varje kväll klockan 8
- 1936 – Klondike Annie
- 1936 – Big Brown Eyes
- 1937 – I skuggan av ett brott
- 1938 – College Swing
- 1939 – Då lagen var maktlös
- 1940 – De färdas om natten
- 1940 – Nattens brigad
- 1941 – Rivaler på galej
- 1941 – En kvinna bland män
- 1941 – Sierra
- 1941 – De dog med stövlarna på
- 1942 – Luftens musketörer
- 1942 – Gentleman Jim
- 1943 – Komplott i Ankara
- 1944 – Han föll med ära
- 1945 – Sista loppet
- 1945 – Revansch i Burma
- 1947 – De trotsade lagen
- 1948 – Silverfloden
- 1949 – Norr om Rio Grande
- 1949 – Glödhett
- 1951 – Med flaggan i topp
- 1952 – Kapten Svartskägg
- 1953 – Smugglarskeppet
- 1954 – Saskatchewan
- 1955 – Man mot man
- 1956 – Kung och fyra damer
- 1958 – De nakna och de döda
- 1959 – Luft i luckan